# Saguia el-Hamra (rijeka)
Saquia el-Hamra (ar. الساقية الحمراء) je vadi i povremena rijeka koja izvire na sjeveroistoku Zapadne Sahare, nekih 30 km jugoistočno od Farsije. Vadi se nastavlja prema zapadu, prolazi blizu Haouze i Smare prije nego što se spoji s isprekidanim Oued el Khattom južno od El Aaiúna na atlantskoj obali. Vadi je dao ime regiji Saquia el-Hamra.

## Vanjske poveznice
|  | Zajednički poslužitelj ima još gradiva o temi Saguia el-Hamra (rijeka) |